# Idaea albomarginata
Idaea albomarginata là một loài bướm đêm trong họ Geometridae.